# Linha do São Francisco
A Linha do São Francisco da antiga Estrada de Ferro São Paulo-Rio Grande é uma ferrovia de ligação catarinense, que originalmente liga o Porto de São Francisco do Sul no litoral, com Porto União, as margens do Rio Iguaçu. A ferrovia faz parte da Malha Sul, da antiga Rede Ferroviária Federal (RFFSA), que atualmente está sob concessão da Rumo Logística.

## História
A linha do São Francisco teve o primeiro trecho entregue pela Estrada de Ferro São Paulo-Rio Grande em 1906, ligando o Porto de São Francisco (hoje do Sul) a Joinville. Em 1910, a linha foi prolongada até Hansa (Corupá) e até Três Barras, em 1913. No ano de 1917 atinge Porto União da Vitória as margens do Rio Iguaçu, onde mais tarde se entroncaria com a antiga Linha Itararé-Uruguai. De Porto União da Vitória em diante, a ferrovia deveria continuar até atingir Foz do Iguaçu, mas este último trecho jamais foi construído. 
Em 1913, o Ramal de Rio Negro da antiga Estrada de Ferro Paraná foi prolongado até Mafra para atingir a Linha do São Francisco. Em 1975, o Ramal de Rio Negro foi prolongado e se tornou o Tronco Principal Sul, que hoje é por onde chegam as cargas que seguem para o porto de São Francisco do Sul.

## Operação
A linha foi incorporada pela RVPSC e depois passou ao controle federal da RFFSA em 1957. Em 1997, foi incorporada na concessão da Malha Sul, vencida pela FSA - Ferrovia Sul Atlântico, que em 1999 tornou-se a América Latina Logística (ALL). Em abril de 2015, a ALL foi incorporada pela Rumo Logística.
O trecho entre Mafra e Porto União esteve durante anos abandonado, tendo sido recuperado durante o ano de 2004, mas continua com o tráfego muito escasso. Apenas alguns trens a vapor turísticos da ABPF têm percorrido a linha, principalmente na região de Rio Negrinho. Já o trecho entre Mafra e São Francisco tem grande movimento de cargueiros da concessionária Rumo Logística em direção ao porto.